# Ахтубинск
Да не се бърка с Актюбинск – предишно име на град Актобе в Казахстан.
Ахтубинск (на руски: Ахтубинск) е град в Русия, разположен в градски окръг Ахтубинск, Астраханска област.
Административен център е на Ахтубински район. Населението му е 37 560 души към 1 януари 2018 година.